# Fridolins lustgård och Dalmålningar på rim
Fridolins lustgård och Dalmålningar på rim är en diktsamling av Erik Axel Karlfeldt, utgiven på Wahlström & Widstrands förlag 1901.
I Karlfeldts tredje diktsamling återkommer Karlfeldts alter ego ungkarlen Fridolin, en blandning av odalbonde och kulturmänniska. Dikterna i samlingen har en litterär prägel med ett språk inspirerat av Karl XII:s Bibel och Bondepraktikan. Bland poeter som Karlfeldt lät sig inspireras av finns 1600-talsskalder som Wivallius, Stiernhielm och Lasse Lucidor och i dikterna finns också en rytm som hämtats från Bellmans visor. Omslaget gjordes av Albert Engström.

## Innehåll
- Inledningsdikt

Fridolins lustgård
- Lustgården
- De tysta sångerna
- I Juda städer
- Höstens vår
- Göjevisa
- Den drömmande systern
- Mikrokosmos
- Fridolins dårskap
- I kungalunden
- Nya skott
- Visa i enskogen
- Nu öppnar nattglim sin krona
- Längtan heter min arvedel
- Dina ögon äro eldar
- På värdshuset Kopparflöjeln
- Om en tillbörlig vrede
- En madrigal
- Maj i Munga
- Ett hjärta
- Böljeby-vals
- Aspåkers-polska
- Sång till säckpipa
- Bulan
- Fem farliga F
- Äppelskörd
- Svinaherden och greven med det goda ölsinnet
- Kom i lunden
- Sång till psaltare
- Löskekarlarnes sång

Dalmålningar, utlagda på rim
- Eden
- Elie himmelsfärd
- Jone havsfärd
- Jungfru Maria
- Majgreven
- Tuna ting
- Den rike ynglingen
- Yttersta domen

## Mottagande
Bo Bergman kallade samlingen för "en knippe af de vackraste och mest förtroendeingifvande lifshymner i vår moderna lyrik".